# Czarnolesie, Tỉnh West Pomeranian
Czarnolesie [t͡ʂarnɔˈlɛɕɛ] (tiếng Đức: Kielmhof) là một khu định cư ở khu hành chính của Gmina widwin, trong quận Świdwin, West Pomeranian Voivodeship, ở phía tây bắc Ba Lan. Nó nằm khoảng 11 kilômét (7 mi) về phía đông nam của Świdwin và 95 km (59 mi) về phía đông của thủ đô khu vực Szczecin.